# کوه اربوس
کوه اربوس (به انگلیسی: Mount Erebus) قله‌ای آتشفشانی واقع در جزیره راس در دریای راس در شرق جنوبگان است. این کوه جنوبی‌ترین آتشفشان فعال کره زمین است. اربوس ۳۷۹۴ متر ارتفاع دارد و در مقایسه با سه کوه آتشفشانی مهم دیگری که جزیرهٔ راس را شکل داده‌اند بزرگ‌ترین آن‌ها است.
اربوس یکی از تنها سه آتشفشان فعال در جنوبگان است که آخرین فوران آن در سال ۲۰۱۱ به‌ثبت رسیده است. همچنین در سال ۱۹۰۸ گروهی کوهنورد به سرپرستی تی دابلیو ای دیوید، زمین‌شناس بریتانیایی نخستین صعود خود به قلهٔ آن را انجام دادند.
کوه اربوس همچنین صحنهٔ برخورد پرواز شماره ۹۰۱ ایر نیوزیلند با آن در سال ۱۹۷۹ بوده است.
کوه اربوس در سال ۱۸۴۱ توسط ناخدا جیمز راس، جهانگرد بریتانیایی کشف شد و او نام یکی از دو کشتی اکتشافی خود موسوم به اربوس را بر روی این کوه نهاد. همچنین در نوشته‌های او به فوران این آتشفشان پوشیده از یخچال در آن سال اشاره شده است. اربوس در دهه هفتاد میلادی تقریباً هر سال انفجاراتی داشت و در سال ۱۹۸۴ انفجار بزرگ آتشفشانی آن دود و گدازه زیادی را به راه انداخت. از سال ۱۹۷۲ به بعد فعالیت‌های مداوم دریاچهٔ گدازه که با انفجارهای کوچک و گهگاه انفجارهای بزرگ استرومبولی همراه بوده و منجر به پرتاب بمب آتشفشانی به لبه‌های دهانه می‌شود به‌ثبت رسیده است؛ هرچند گمان می‌رود که چنین فعالیت‌هایی در بیشتر طول عمر معاصر آتشفشان اربوس وجود داشته است.

## پیشینه زمین‌شناختی
قلهٔ عمدتاً فونولیتی کوه اربوس در نتیجهٔ یک یا دو نسل از تشکیل کاسه‌های آتشفشانی دگرگون شده که جوان‌ترین آن‌ها در اواخر دورهٔ پلیستوسن شکل گرفته‌اند پدید آمده‌است. این کوه دارای دهانه‌ٔ آتشفشانی‌ای بیضوی با عمق ۱۱۰ و عرض ۵۰۰ در ۶۰۰ متر در قلهٔ خود است و در فاصلهٔ ۱۰۰ متری از دهانهٔ داخلی آن دریاچهٔ گدازهٔ فعالی قرار دارد.

## نگارخانه

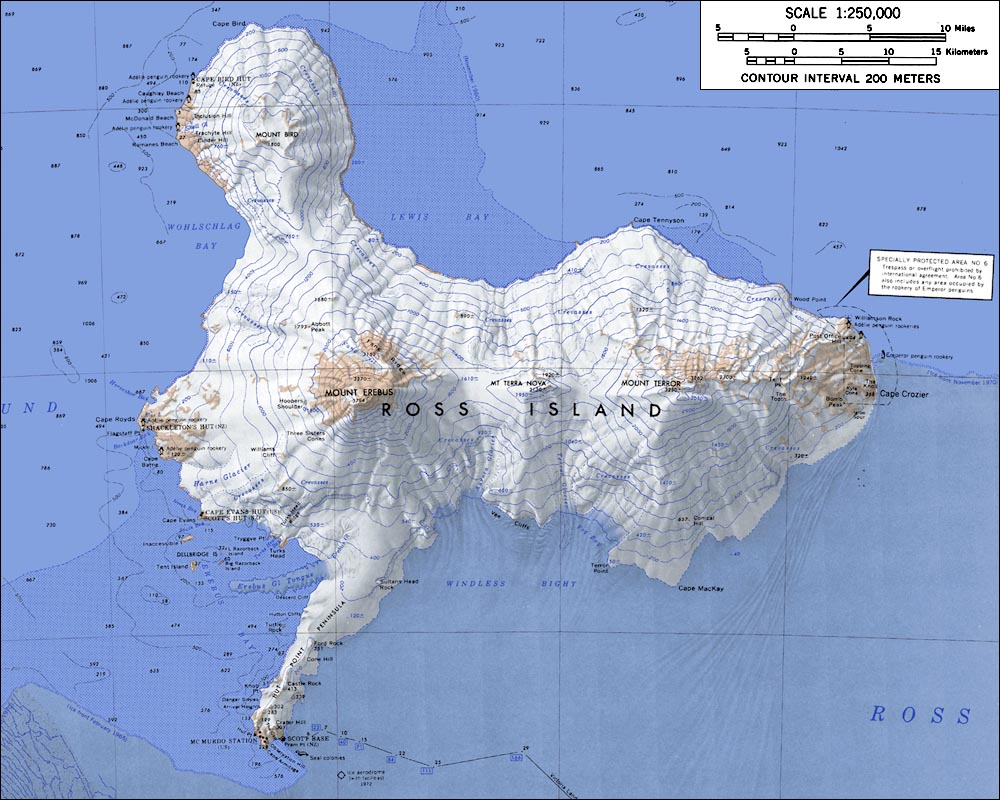
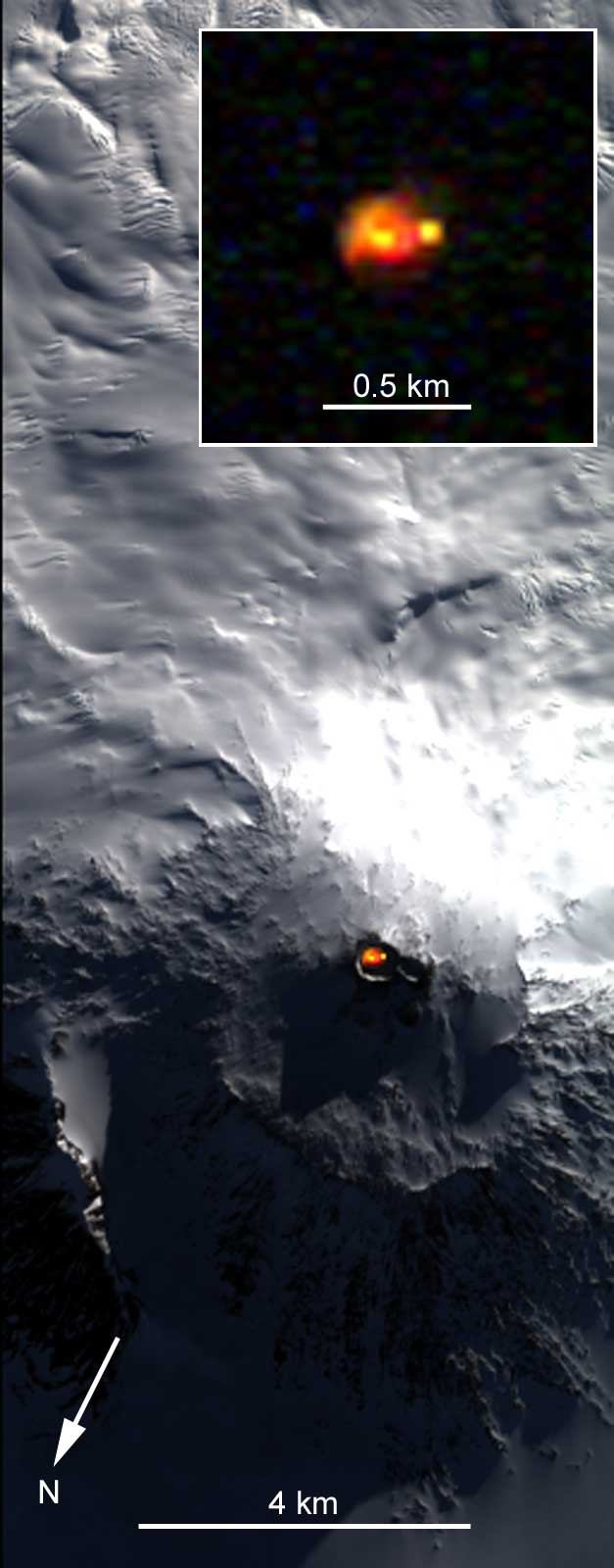